# Elektrotechniek van A tot Z

## 4
4-20 mA

## A
aanloopinrichting - 
aarden -
aarding -
aardingstransformator -
aardlekautomaat - 
aardlekschakelaar -
aardlus - 
abampère - 
accu -
accumulator -
adapter -
ADC -
ader -
adereindhuls - 
ADSL -
afvlakking - 
aggregaat -
Algemeen Reglement op de Elektrische Installaties - 
Alliander - 
alternator -
AM -
ampère -
André-Marie Ampère -
ampèremeter -
analoge rekenmachine -
antenne -
AD-converter -
AMD -
anode -
antenne -
Edwin Armstrong -
asynchrone draaistroommotor -
automatische spanningsregelaar -
autotransformator -
audio -
American wire gauge

## B
banaanstekker - 
bandbreedte -
bandkabel - 
batterij -
baud -
bedieningspaneel -
bifilair -
bistabiel relais -
bipolaire transistor -
bipolariteit - 
bliksem -
bliksemafleider -
bliksembeveiliging -
BNC-connector - 
bobine -
booglamp -
bovenleiding -
brandstofcel -
BritNed-kabel -
brug van De Sauty -
brug van Kelvin -
brug van Maxwell -
brug van Schering -
brug van Thomson -
brug van Wheatstone -
brug van Wien -
bruggelijkrichter -
buchholzbeveiliging -
buisvoltmeter -
bus

## C
capaciteit -
CCFL - 
CENELEC - 
centraaldoos -
chip -
centrifugaalschakelaar - 
CMOS -
coaxkabel -
commutator -
complexe wisselstroomrekening - 
component -
computer -
condensator -
condensatorenbatterij -
connector -
contactdoos -
contactor -
cos φ-compensatie -
coulomb (eenheid) -
CR 2032 - 
cycloconverter

## D
databus -
DE-9-connector -
decentrale opwekking -
decibel (eenheid) -
defibrillator -
denderen -
diac -
diëlektricum - 
differentiaalschakelaar -
dimmer -
DIN-connector -
diode -
dipool -
Michail Doliwo-Dobrowolski -
doorslagspanning -
draaispoelmeter -
draaiveld -
driefasenspanning -
driefasentransformator -
driefasige asynchrone motor -
drukschakelaar -
DSC (zonnecel) -
D-sub -
dubbelgevoede elektrogenerator -
dubbelpolige schakelaar - 
dwarsregeltransformator -
dynamo -
dynode

## E
EdeA - 
Thomas Edison -
EEFL -
EEG -
effectieve waarde -
elektricien -
elektrificatie -
elektriciteit -
elektriciteitscentrale -
elektriciteitsleer -
elektriciteitsleiding -
elektriciteitsnet - 
elektriciteitswetten van Kirchhoff - 
elektrificatie van spoorlijnen in Nederland -
elektrisch veld -
elektrische auto -
elektrische geleidbaarheid -
elektrische olie -
elektrische schok -
elektrische verplaatsing -
elektrisch licht -
elektriseermachine van Wimshurst -
elektrocutie -
elektrode -
elektrodepotentiaal -
elektrolyt -
elektrolytische condensator -
elektrometer -
elektromagneet -
elektromagnetische luidspreker - 
elektromagnetische compatibiliteit -
elektromagnetische straling -
elektromagnetisme -
elektromotor -
elektromotorische kracht -
elektron -
elektronica -
elektronische component -
elektrostatische meter -
elektrostatische ontlading - 
elektrotechnicus -
elektrotechniek -
elektrotechnische verdeelinrichting -
elektrostatisch verfspuiten -
Endinet - 
energieopslagtechniek -
Enexis - 
enkelpolige schakelaar - 
equipotentiaalvlak - 
ETIM -
EURASIP Journal on Audio, Speech, and Music Processing

## F
farad -
Michael Faraday -
faradayconstante - 
fase -
fasedraad -
fasor - 
fax -
ferranti-effect - 
FET -
filter -
FireWire -
flip-flop -
fluorescentielamp -
fotokathode - 
FM -
fotodiode -
Benjamin Franklin - 
frequentie

## G
Luigi Galvani - 
galvanische scheiding -
galvaniseren - 
galvanometer -
gedrukte bedradingskaarten -
geleider -
gelijkrichter -
gelijkspanning -
gelijkstroom - 
gelijkstroommotor -
generator -
geschiedenis van de elektriciteit - 
geslacht van verbindingsstukken - 
gigawattuur -
gasdiffusie-elektrode -
glaselektrode -
glasvezel -
gloeidraad -
gloeilamp -
golflengte -
Zénobe Gramme -
groencertificaat -
groene stroom -
groep -
gsm

## H
H-brug (elektronica) -
halfgeleider -
halfgeleiderrelais -
halogeenlamp - 
henry -
hertz -
Peter Cooper Hewitt -
high-definition multimedia interface -
homopolaire motor -
hoofdschakelaar - 
hoogspanning -
hoogspanningsleiding over de Yangtze -
hoogspanningsmast -
hoogspanningsnet -
hotelschakeling -
hysterese

## I
IEC 60309 -
IEC 62056 - 
IEEE-488 -
ignitron -
ijzerverliezen -
impedantie -
implanteerbare cardioverter-defibrillator -
inductie -
inductiewet van Faraday -
influentie -
informatica -
ingang -
ingenieur -
installatieautomaat -
installatiedraad - 
installatietechniek -
Institute of Electrical and Electronics Engineers -
Intel -
International Journal of Adaptive Control and Signal Processing - 
International Journal of Robust and Nonlinear Control - 
IP-code - 
ISDN -
isolatiepapier - 
isolatieweerstand - 
isolator -
IT-aardingssysteem

## J
jablochkoff-kaars -
jakobsladder -
James Prescott Joule -
joule-effect

## K
kabel - 
kabelberekening -
kabeleindsluiting - 
kabelschoen - 
kabeltester - 
kathode -
Kelvin-Varley-deler -
KEMA -
kerncentrale -
kilovolt - 
kilowattuur -
kilowattuurmeter -
kleurcode -
klink -
klystron -
klokgetal -
knipperlicht - 
knoopcel - 
kolencentrale -
kooi van Faraday -
kooianker -
kookgroep - 
koolborstel -
koperdraad - 
koperverliezen - 
kortsluitankermotor -
kortsluiting - 
kortsluitingen in hoog- en laagspanningsnetten -
kortsluitproef -
kortsluitspanning -
kortsluitstroom -
kortsluitvastheid -
krachtstroom -
krimpen - 
krimpkous - 
kroonsteen -
kruisschakelaar -
kunstmaan -
kurkentrekkerregel -
kwikdampgelijkrichter -
kwiklamp

## L
laagspanning -
lamp -
landenoverzicht stekkertypen, netspanningen en -frequenties - 
lasapparaat -
lasdoos - 
laselektrode -
lastschakelaar -
led -
lekstroom - 
Liander - 
lichtnet -
lineair variabele differentiaaltransformator -
lineaire inductiemotor -
lineaire generator -
lissajousfiguur -
Leidse fles -
lijst van elektrotechnici -
lijst van onderstations in het extrahoogspanningsnet van de Benelux-landen - 
lithium-ion-accu - 
lithium-ion-polymeer-accu -
lithium-luchtbatterij - 
load-flow-vergelijkingen - 
logische poort -
loodaccu - 
lorentzkracht -
luidspreker -
luidsprekerkabel - 
luminescentie

## M
magnetisatie -
magnetisch veld -
magnetron -
maxwellvergelijkingen -
meet- en regeltechniek -
meetcode elektriciteit - 
menglichtlamp - 
MESFET -
meterkast - 
microfoon -
microprocessor -
microwarmte-krachtkoppeling -
millereffect -
modem -
modulatie -
mof -
morse -
MOSFET -
MRI -
multimeter

## N
natuurkunde -
Nederlandse elektriciteitsmarkt -
NEN 1010 -
netbeheerder -
netstekker -
netwerk -
netwerkanalyse - 
nikkel-cadmium-accu - 
nikkel-metaalhydrideaccu - 
NorNed-kabel - 
Edward Lawry Norton - 
nuldraad -
nullastproef -
Nuon

## O
ohm -
Georg Ohm -
ohmmeter - 
omvormer -
onderstation - 
onderstation Marnixstraat - 
onderstation Westerpark - 
oplaadbare batterij -
opnemer -
optocoupler -
oscillator -
oscilloscoop -
overbelasting - 
overspanning - 
overspanningsafleider

## P
pacemaker -
PAM-wikkeling - 
pantograaf -
parallelle poort -
patchpanel -
PCB (printed circuit board) -
Perilex -
permittiviteit -
Pertinax -
Philips -
PH-connector -
pH-elektrode -
piëzo-elektrisch effect -
Hippolyte Pixii -
Johann Christian Poggendorff -
poggendorff-compensatieschakeling -
polariteit - 
Franklin Leonard Pope -
potentiaalverschil -
potentiometer -
PowerCon -
pressostaat -
programmable logic controller -
printplaat -
PS/2-interface -
pyro-elektrisch effect

## R
radio -
radiobuis -
railgun - 
RC-kring -
referentie-elektrode -
reflectorlamp -
regelweerstand - 
registered jack -  
relais -
Rendo - 
RISC -
RJ-11, RJ-14, RJ-25 -
RJ-45 -
RL-kring -
RLC-kring -
rogowski-spoel -
röntgenstraling -
root mean square (RMS) -
rotor -
RS-232 -
RS-422 -
RS-485 -
ruis

## S
Scart -
schakelaar -
scheidingsfilter -
schottkydiode -
schottkytransistor -
schrikdraad - 
Schuko - 
Segway PT - 
SEP - 
seriële poort -
Werner von Siemens -
siemens (eenheid) -
signaallamp -
signaalopnemer -
skineffect -
sleepring -
sleepringankermotor -
slimme meter -
sluipverbruik -
smeltveiligheid -
smoorspoel -
La Société des Machines magnéto-électriques Gramme -
soortelijke weerstand -
spaarlamp -
spanning -
spanningsdeler -
spanningzoeker -
Speakon -
spoel -
standaard-waterstofelektrode -
stand-by -
Stedin - 
Charles Proteus Steinmetz - 
stekker -
stelling van Norton - 
stelling van Tellegen -
stelling van Thévenin - 
ster-driehoekschakelaar -
ster-driehoekschakeling - 
sterpunt -
steunmast -
stimuleringsregeling duurzame energieproductie -
stop -
stroom -
stroombalans -
stroombron -
stroomkring - 
stroompiek - 
stroomtang - 
stroomtransformator -
stroomuitval -
stroomversterkingsfactor -
William Sturgeon -
supergeleiding -
surface-mounted device (SMD) -
S-Video -
symbolen -
synchrone draaistroommotor

## T
technische universiteit -
telecommunicatie -
telefooncentrale -
telefoonstekker - 
telefoontoestel -
telegraaf -
telegram -
televisie -
televisietechniek -
TenneT -
Terko - 
terugleververgoeding -
Nikola Tesla - 
tesla (eenheid) -
teslatransformator - 
tetrode -
thyristor -
tl-buis -
tl-starter -
tractiebatterij - 
transformator -
transformatorhuisje -
transformatorstation Oostzaan - 
transformatorzuil -
transistor -
tram -
trappenhuisautomaat - 
trein -
trolleybus -
TT-aardingssysteem - 
tulpstekker -
tunneldiode -
tweelingsnoer

## U
universeelmeter -
universeelmotor -
umts -
universal serial bus (USB)

## V
vacuümbuis -
variac -
veiligheidstransformator -
vermogen -
VHF -
veldsterkte -
veldeffecttransistor -
verdeelinrichting -
verdeelstekker - 
verlengsnoer -
verlichtingstechniek -
verliesstroomschakelaar -
virtuele energiecentrale -
vlamboog -
voeding - 
volt -
Alessandro Volta -
voltmeter -
vonkinductor -
voorschakelapparaat -
voorversterker

## W
walstroom - 
wandcontactdoos -
Harry Ward Leonard - 
Ward-Leonardschakeling - 
waterbatterij - 
waterkrachtcentrale - 
waterstofelektrode -
watt -
wattmeter -
wattpiek -
wederzijdse inductie -
weekijzermeter -
weerstand -
weerstandsdraad -
wereldstekker - 
wervelstroom -
Westland Infra - 
wet van Ampère -
wet van Biot-Savart -
wet van Gauss -
wet van Joule -
wet van Lenz -
wet van Ohm -
wet van Pouillet -
wetten van Kirchhoff -
James Wimshurst -
windenergie - 
wire-wrap -
wisselschakelaar -
wisselschakeling -
wisselspanning -
wisselstroom -
wisselstroommotor

## X
xenonlamp -
XLR

## Y
YMVK mb -
ijzerverliezen

## Z
zekeringautomaat -
zelfinductie -
zendvermogen -
zenuw -
zenerdiode -
zilverchloride-elektrode -
zink-koolstofcel - 
zonne-energie -
zonnepaneel - 
zuil van Volta -
zuurstofelektrode